# Александрова, Елизавета Николаевна
Елизаве́та Никола́евна Алекса́ндрова (21 ноября 1930, Ленинград — 12 августа 2020, Петербург) — российская художница-график. Член Союза художников СССР (1963), член Творческого Союза Художников России (1993), член Международной Федерации художников (IFA), член Товарищества «Свободная культура». Заслуженный художник России.

## Биография
Е. Н. Александрова родилась в 1930 году в Ленинграде в семье художников. Отец Николай Сергеевич Александров (1896—1942, погиб в блокаду Ленинграда). Мать - Евгения Тихоновна Арбузова (Бебинг) (1903—1993), училась в частной студии у А. И. Савинова (1924—1926), в 1930 году окончила графический факультет Академии художеств (руководитель дипломной работы — А. И. Савинов).
С 1939 года училась в Средней художественной школе.
В 1957 году окончила графический факультет Академии художеств. Дипломная работа — оформление и иллюстрации к книге А. Франса «Остров пингвинов», оценка — отлично. Присвоена квалификация художника-графика.
С 1963 года член Союза художников.
В 1963 году художник П. М. Кондратьев познакомил Александрову с В. В. Стерлиговым, учеником Казимира Малевича. Вместе с кругом Стерлигова, художница вошла  в живописно-пластическую традицию русского авангардного искусства. Изменение в творческом пути художницы было связано с тем, что с начала 1962 г. В. В. Стерлигов начал развивать теорию К. С. Малевича о новых прибавочных элементах в изобразительном искусстве. К. С. Малевич изучал течения новейшего искусства (импрессионизм, пост-импрессионизм, сезаннизм, кубизм) и определил, что каждое из них имеет свой «новый прибавочный элемент»; сделав этот вывод, он открыл общий прибавочный элемент своего времени — «прямую». Его последователь, В. В. Стерлигов развивал теорию К. С. Малевича, и в 1962 г. открыл прибавочный элемент искусства своего времени: «прямо-кривую». В это открытие в начале 1960-х гг. он посвящает нескольких художников, в том числе В. П. Волкова. Художники начинают работать в новой пластической форме. Узкий художественный круг соратников по искусству получил название «Старопетергофской школы» , так как встречи художников, совместная работа и выставки проходили у С. Н. Спицына в Старом Петергофе (пригород Петербурга), куда в те годы вслед за Спицыным переехали жить и работать ещё шесть художников.  «Старопетергофская школа» была создана В. В. Стерлиговым и С. Н. Спицыным в 1963-65 годах; кроме них, в неё входили художники Т. Н. Глебова, В. П. Волков, Г. П. Молчанова, Е. Н. Александрова,  П.М Кондратьев и искусствоведы А. В. Повелихина, Е. Ф. Ковтун.
С 1960 года до начала 1990-х годов Александрова работала в области книжной графики, сотрудничая с различными издательствами — «Художественная литература», «Иностранная литература», «Детская литература». Лучшие её работы — иллюстрации к книгам М. А. Нексё, Я. П. Полонского, В. С. Шефнера, С. И. Фингарет, Р. Хух .
С начала 1990-х годов Е. Н. Александрова стала углубленно заниматься живописью. Темы большинства произведений основаны на библейских сюжетах.
С 1991 года — член Международной Федерации художников (IFA). С 1993 года — член Творческого Союза Художников России, а также Товарищества «Свободная культура». Заслуженный художник России.
Умерла в Санкт-Петербурге 12 августа 2020 года.

## Выставки
- 1977 — Е. Н. Александрова совместно с С. Н. Спицыным в Комбинате графического искусства, Ленинград;
- 1991 — «Современное духовное искусство» (совместно с П. М. Кондратьевым и С. Н. Спицыным), Ярославский художественный музей;
- 1991 — «Арт-Контакт-91», ЦВЗ «Манеж», Санкт-Петербург;
- 1993 — 2-я выставка Общества «Аполлон», Музей А. С. Пушкина, Санкт-Петербург;
- 1993 — «Группа Стерлигова», Юсуповский дворец, Санкт-Петербург;
- 1996 — «Стерлигов и его группа», Русский музей, Санкт-Петербург;
- 1999 — «Елизавета Александрова. Избранные работы», галерея Тиш, Хьюстон, США;
- 2000 — «Елизавета Александрова. Живопись», Союз художников Санкт-Петербурга;
- 2001 — участник проекта «Пространство Стерлигова»;
- 2013 — «Династия Александровых», Новгородский центр современного искусства;
- 2014 — «Старопетергофсккая школа», Ораниенбаум, краеведческий музей, Ломоносов;
- 2016 — «Ученики Стерлигова», Музей органической культуры, Коломна[1].

Работы находятся в собраниях:
- Государственная Третьяковская галерея, Москва
- Государственный Русский музей, Санкт-Петербург
- Государственный музей истории Санкт-Петербурга
- Государственный музей городской скульптуры, Санкт-Петербург
- Музей нонконформизма, Санкт-Петербург
- Российская национальная библиотека, Санкт-Петербург
- Музей Органической Культуры, Коломна
- Ярославский художественный музей
- Пермская государственная художественная галерея
- Тверская областная картинная галерея
- Государственный Кировский областной художественный музей им. В. М. и А. М. Васнецовых
- Городской музей Сказок, Минден, Германия
- Музей детской книги, Эдинбург, Шотландия

а также в частных собраниях Москвы, Санкт-Петербурга, Германии, Франции, Дании, Финляндии, Испании.